# Reserva natural Bogdinsko-Baskunchakski
La reserva natural Bogdinsko-Baskunchakski (en ruso: Богдинско-Баскунчакский), también conocida como Bogdinsko-Baskunchaksky, Es una reserva natural estricta (un 'Zapovédnik') de Rusia. La reserva está ubicada en un área semiárida alrededor de dos características notables: el lago Baskunchak, el lago salado no drenado más grande de Rusia, y la montaña Bolshoye Bogdo, el punto más alto (147 metros) en la depresión cáspica y hogar de las «rocas cantantes». Se encuentra aproximadamente a mitad de camino entre Volgogrado y Astracán, lo que lo sitúa a unos 200 km al norte del delta del río Volga, donde el río desemboca en el mar Caspio desde el noroeste. A unos 20 km al este del lago se encuentra la frontera con Kazajistán. Baskunchak ha sido una fuente de sal para Rusia durante siglos. La reserva es un sitio importante en la ruta de migración de aves entre el norte de Siberia y las regiones de invernada. La reserva está situada en el distrito administrativo (raión) de Ajtúbinsk del óblast de Astracán.

## Topografía
La reserva se encuentra en el valle de la depresión del Caspio, justo al este de la actual llanura aluvial principal del Volga. Los límites envuelven las orillas norte, este y sur del lago, y la montaña se encuentra en un sector separado justo al sur del lago. Las características principales, las orillas del lago Baskunchak y la montaña Bolshoye Bogdo, están asentadas a unos 25 metros bajo el nivel del mar. La cima del Big Bogdo está a 130 metros sobre el terreno. La colina en sí es una formación kárstica (piedra caliza) con más de 30 cuevas. Crece aproximadamente 1 mm de altura cada año debido a la presión del domo de sal subyacente.

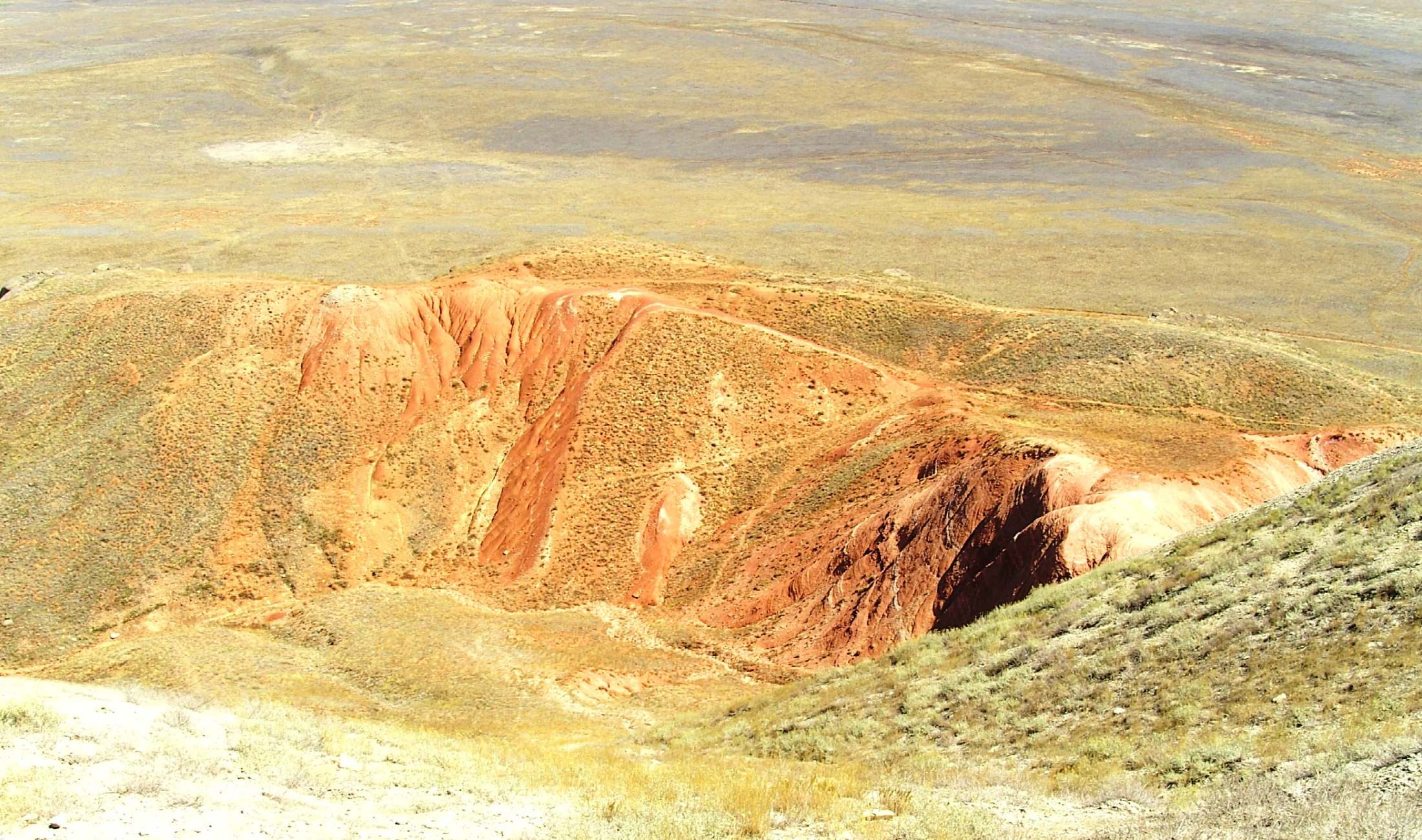
Rocas rojas al pie de la montaña Bolshoye Bogdo (Big Bogdo)
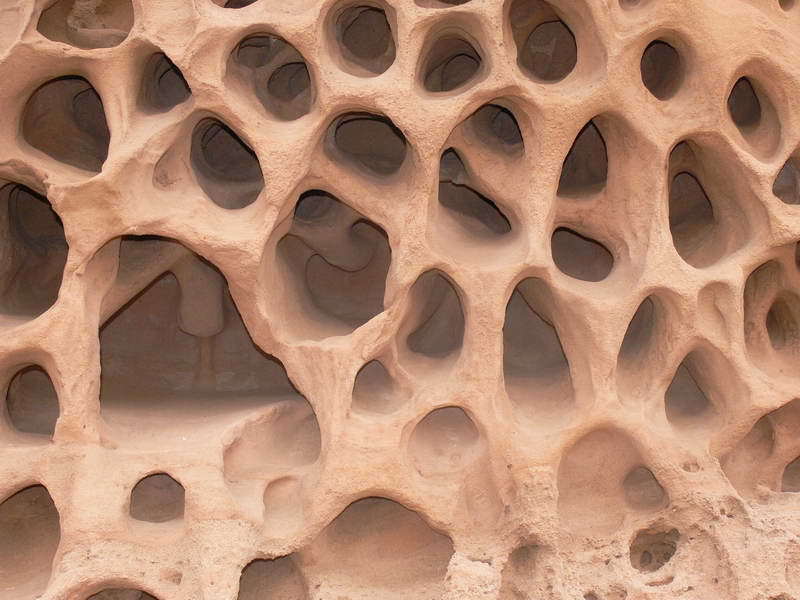
"Rocas Cantantes"; el flujo de aire sobre las formaciones de piedra caliza provoca sonidos inusuales
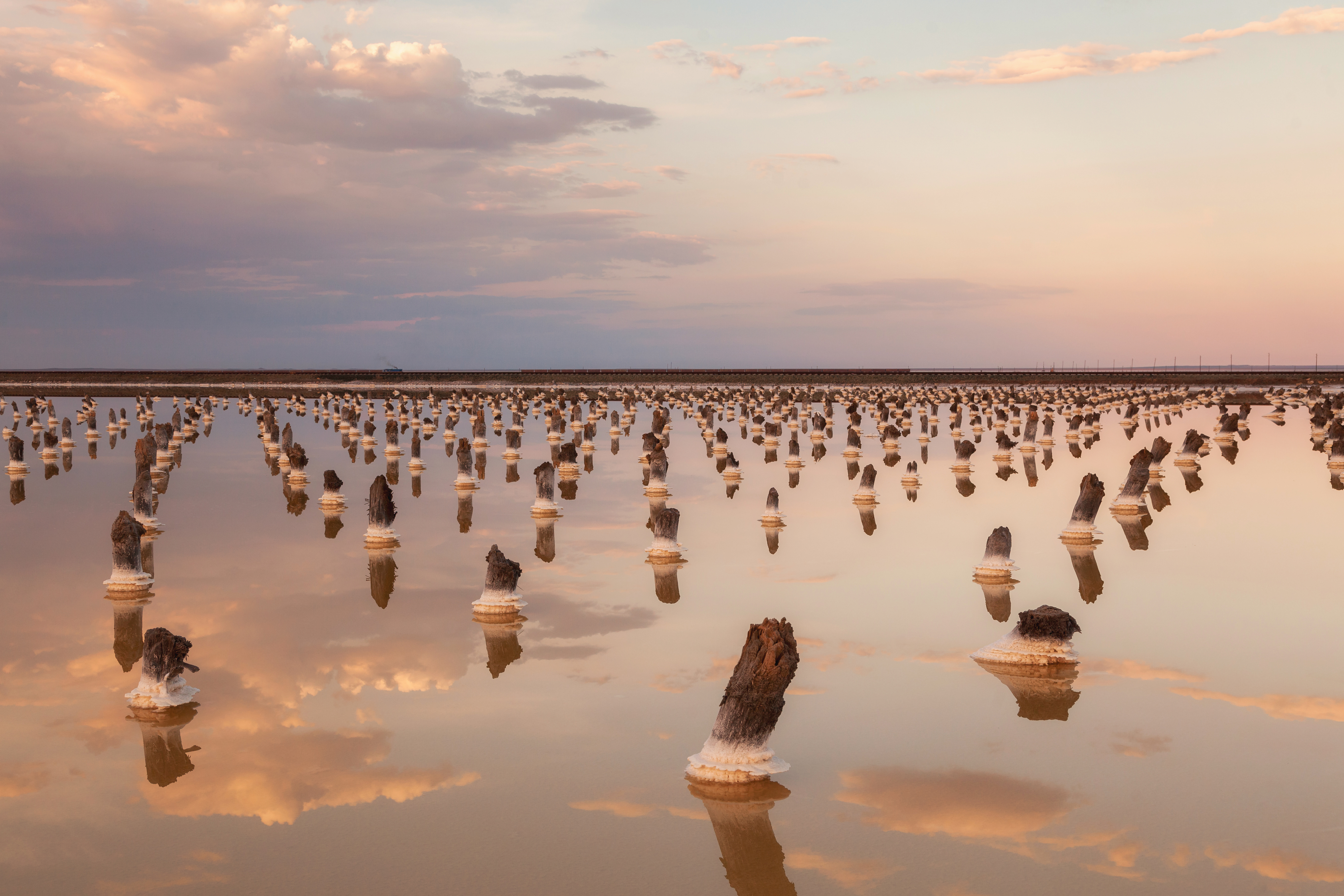
Lago Baskunchak. Los postes de madera se usaban para la producción de sal

## Clima y ecorregión
La reserva natural se encuentra en la ecorregión del Desierto de las tierras bajas del Caspio, que se centra en las costas norte y noreste del Mar Caspio y se caracteriza por dunas y crestas de arena, suelo salado, desiertos arcillosos (takyrs) y, en algunos lugares, solonchaks (shors) o salinas de 30 a 40 cm de espesor desprovistas de vegetación. El paisaje sedimentario es un lecho lacustre recientemente expuesto (durante el Terciario, la cuenca del Caspio estaba conectada a través del Mar Negro con el Mediterráneo).
El clima de la región es Hemiboreal con invierno seco (clasificación climática de Köppen (Dwb)). Este clima se caracteriza por una alta variación de temperatura, tanto diaria como estacional; con inviernos secos y veranos frescos. La temperatura media anual es de 15,4 °C. La precipitación anual promedia 150 mm.

## Flora y fauna

### Fauna

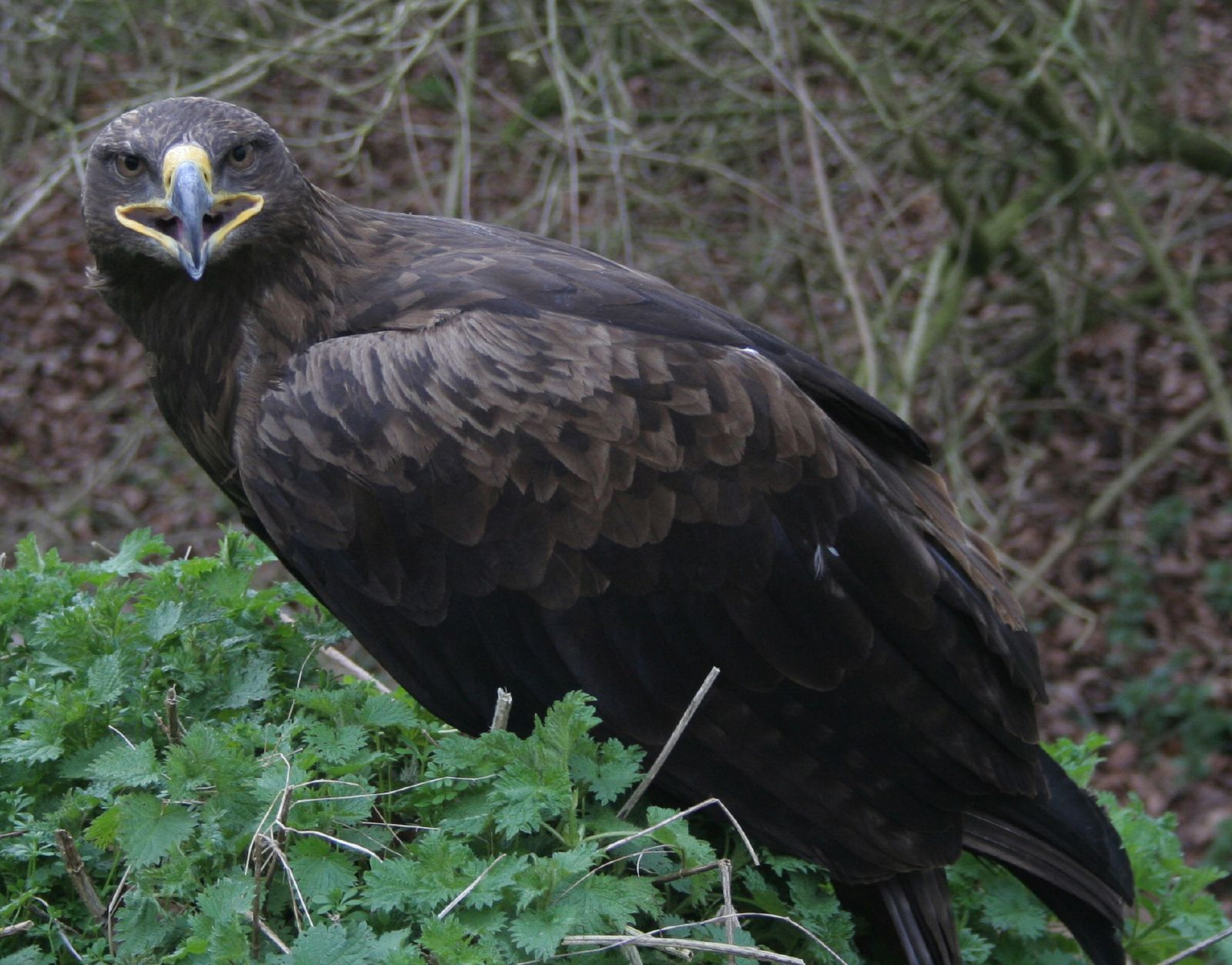
El águila esteparia en peligro de extinción

#### Aves
La reserva natural Bogdo-Baskunchak es también un sitio para muchas variedades de águilas, como el águila real (Aquila chrysaetos), el águila rapaz (Aquila rapax), el pigargo europeo (Haliaeetus albicilla) y el águila esteparia (Aquila nipalensis) en peligro de extinción. Otras rapaces son el halcón sacre (Falco cherrug), el cernícalo vulgar (Falco tinnunculus), el alcotán europeo (Falco subbuteo) y el cernícalo patirrojo (Falco vespertinus). Las grullas damiselas (Anthropoides virgo) se encuentran entre las aves migratorias y regresan cada primavera para aparearse, anidar, criar a sus polluelos y partir nuevamente para pasar el invierno. Algunas de las aves acuáticas que se pueden encontrar en el territorio de la reserva son la cigüeñuela común (Himantopus himantopus), el cormorán pigmeo (Microcarbo pygmaeus) y la avoceta común (Recurvirostra avosetta).

#### Maníferos

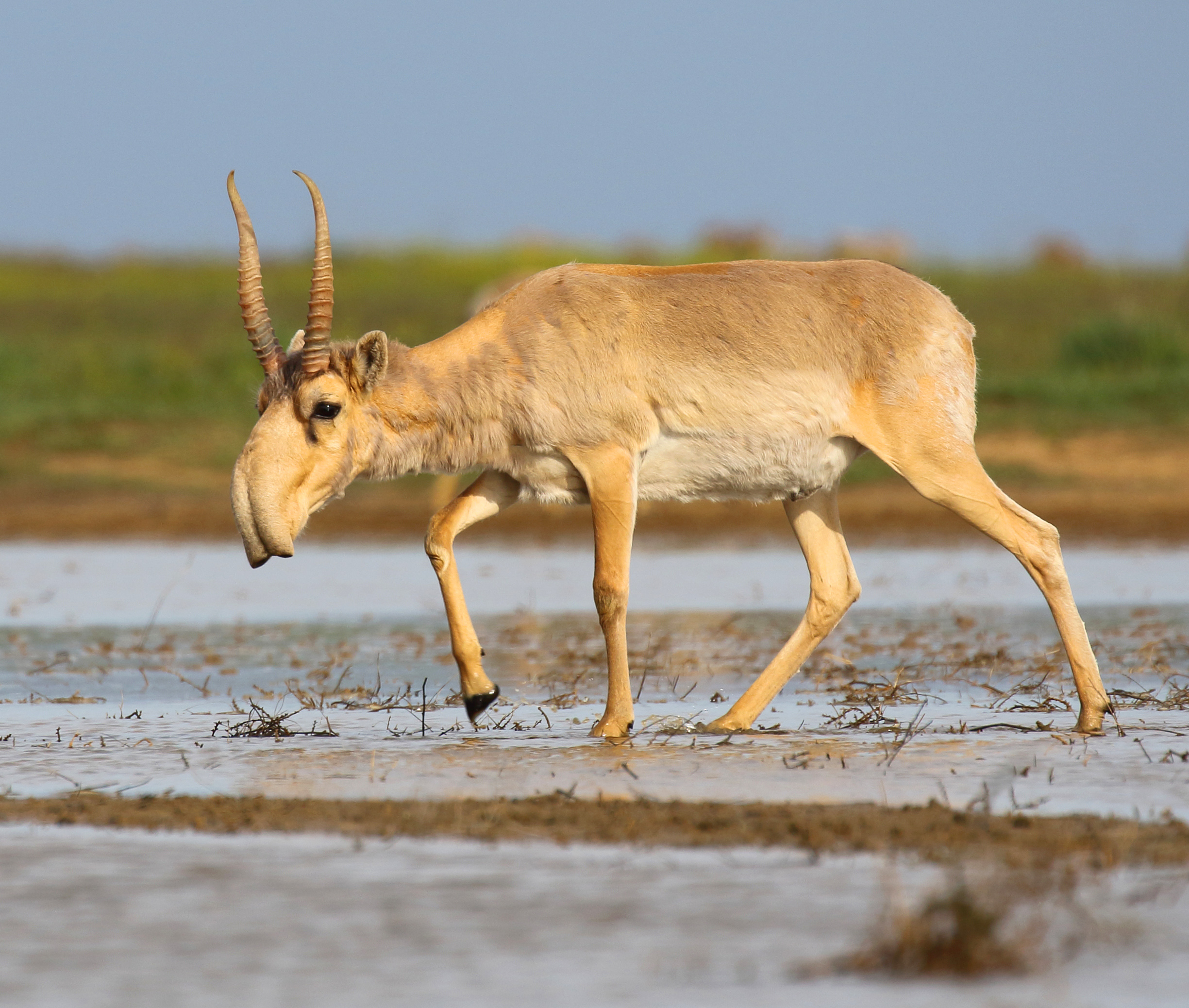
Un antílope saiga salvaje visitando un curso de agua

La reserva natural se encuentra entre los últimos lugares donde los antílopes Saiga (Saiga tatarica) en peligro de extinción esperan recuperarse de la excesiva caza que los llevó a una situación cercana a la extinción. Además en los territorios de la reserva se pueden encontrar varias especies de carnívoros, incluido el lobo (canis lupus), el zorro rojo (Vulpes vulpes), el zorro Corsac (Vulpes corsac) y el chacal dorado (Canis aureus). Entre los depredadores más pequeños se encuentran el gato montés africano (Felis lybica), el turón jaspeado (Vormela peregusna), el armiño (Mustela erminea) y el turón de la estepa (Mustela eversmanii).
Numerosos roedores sirven como presa para los cazadores, entre ellos se encuentran varias especies de ardillas terrestres, como los (Spermophilus), múridos (como los Meriones tamariscinus y Meriones meridianus), Allactaga (Allactaga major y Allactaga elater), hámsteres (Cricetus cricetus y Cricetulus migratorius), así como algunos ratones.

#### Reptiles
La montaña Bolshoye Bogdo es el único hábitat en Rusia del gecko de dedos pares (Alsophylax pipiens). Los otros reptiles presentes en la reserva incluyen el agama de cabeza de sapo manchado (Phrynocephalus guttatus), el corredor de las estepas (Eremias arguta) y el lagarto (Eremias velox), así como varias especias de serpientes, incluida la culebra negra (Dolichophis jugularis) y la culebra de cuatro rayas (Elaphe quatuorlineata).

### Flora

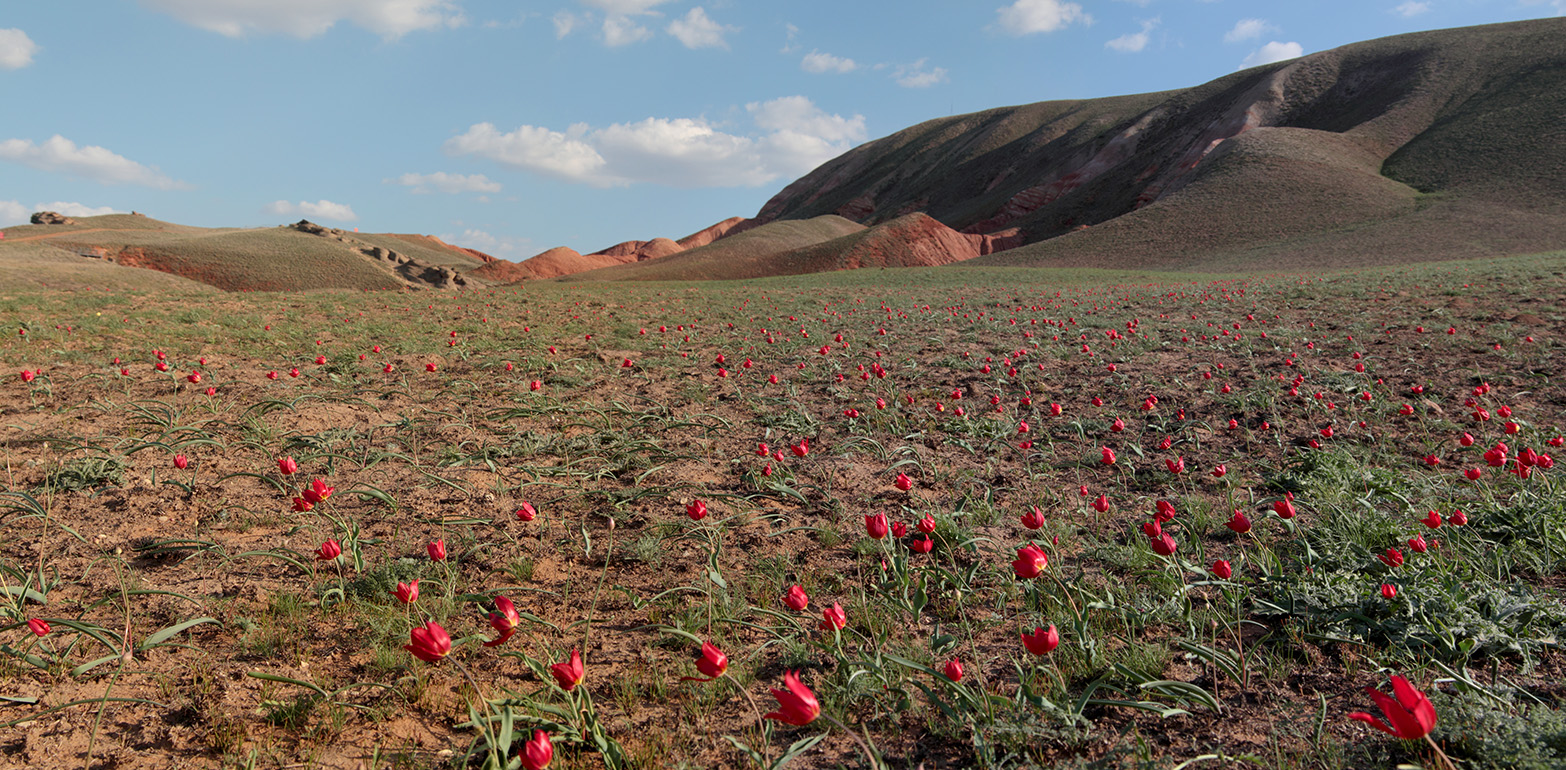
Tulipanes de jardín silvestre (tulipa gesneriana) en flor en las laderas de Bolshoye Bogdo

Debido al intenso calor y la falta de humedad, la vida vegetal es escasa pero presenta plantas halófitas altamente especializadas (plantas tolerantes a la sal). El tulipán de jardín (Tulipa gesneriana) suele florecer durante menos de una semana, después de que llueva un poco.

## Ecoeducación y acceso
Algunos budistas consideran que la montaña Bolshoye Bogdo es un sitio sagrado y hay un sendero abierto a los visitantes: una caminata de 2,5 km hasta el Bolshoye Bogdo («Sendero Leyendas de la Montaña Sagrada») con una plataforma de observación y carteles informativos. También hay un recorrido en automóvil escoltado por oficiales de la reserva hasta la orilla del lago. Los pases deben obtenerse en la oficina de la reserva. Sin embargo, al tratarse de una reserva natural estricta, la reserva natural está en su mayor parte cerrada al público en general, aunque los científicos y aquellas personas con fines de «educación ambiental» pueden hacer arreglos con la administración del parque para realiza visitas guiadas. La reserva permite excursiones «ecoturísticas» al público en general con ciertas limitaciones en ciertas rutas acompañados por guardabosques de la reserva, pero requiere que la solicitud de permisos se realice con anticipación para su aprobación. La oficina principal de la reserva está en la ciudad de Ajtúbinsk.